# Hyalinoecia araucana
Hyalinoecia araucana är en ringmaskart som beskrevs av María Andrea Carrasco 1983. Hyalinoecia araucana ingår i släktet Hyalinoecia och familjen Onuphidae. Inga underarter finns listade i Catalogue of Life.